# Lago Wenatchee
Il lago Wenatchee (in inglese Lake Wenatchee) è un lago del Nord America, più precisamente nello Stato di Washington. Esso copre un'area di 10,04 km² e raggiunge una profondità massima di 74 m. Il principale emissario del lago e il fiume Wenatchee, mentre i suoi principali immissari sono il White River (Fiume Bianco) e Little Wenatchee. Nel lago è situata una piccola isola di nome Smeraldo (Emerald Island).